# رابرت وودهووس
رابرت وودهووس (انگلیسی: Robert Woodhouse؛ ۲۸ آوریل ۱۷۷۳ – ۲۳ دسامبر ۱۸۲۷) یک ریاضی‌دان اهل انگلستان در زمینه آنالیز ریاضی بود.